# Coniopteryx (Coniopteryx) californica
Coniopteryx (Coniopteryx) californica is een insect uit de familie van de dwerggaasvliegen (Coniopterygidae), die tot de orde netvleugeligen (Neuroptera) behoort. 
Coniopteryx (Coniopteryx) californica is voor het eerst wetenschappelijk beschreven door Meinander in 1974.